# Thanh Bùi
Bùi Vũ Thanh (sinh ngày 12 tháng 1 năm 1983), thường được biết đến với nghệ danh Thanh Bùi, là một nam ca sĩ, nhạc sĩ sáng tác ca khúc kiêm nhà sản xuất thu âm người Úc gốc Việt. 
Anh nổi lên và được rất nhiều người biết đến khi là người Việt (thuộc cộng đồng thiểu số tại Úc) lọt vào Top 8 của cuộc thi thần tượng âm nhạc Úc (Australian Idol) vào năm 2008. Ngoài ra, anh còn là hiệu trưởng của học viện âm nhạc Soul Music & Performing Arts Academy tại Thành phố Hồ Chí Minh.

## Tiểu sử và sự nghiệp
Cha mẹ anh là người Việt Nam sang định cư tại Úc vào năm 1982. Thanh Bùi được sinh ra ngày 12 tháng 1 năm 1983 ở Adelaide, sau đó gia đình chuyển đến Abbotsford, tiểu bang Victoria. Đến năm anh 7 tuổi, gia đình lại tiếp tục chuyển đến Melbourne và định cư tại đây cho đến nay. Năm lên 10, Thanh Bùi đã bắt đầu được đào tạo bài bản về thanh nhạc và đàn piano. Anh tìm được đam mê của mình sau khi xem buổi trình diễn của huyền thoại âm nhạc Michael Jackson tại giải Giải Grammy năm 1990. Sau đó, anh quyết tâm theo đuổi âm nhạc và để được theo học âm nhạc tại Úc là một sự đầu tư rất lớn, 
| “                   | Cha mẹ tôi đã làm việc đến 100 giờ mỗi tuần chỉ để cho tôi được sống với chính niềm đam mê của mình | ” |
| — Thanh Bùi chia sẻ | |   |

Năm 2000, Anh học tốt nghiệp trung học tại Melbourne High School. Khi chuyển tiếp lên đại học, Thanh Bùi được nhận suất học bổng toàn phần chuyên ngành cử nhận Thương mại Điện Toán tại Đại học Kỹ thuật Swinburne, Melbourne. Tốt nghiệp đại học với tấm bằng cử nhân loại giỏi nhưng Thanh Bùi quyết định chính thức bước vào lĩnh vực nghệ thuật nhờ vào lời khuyên của cha mẹ "Mỗi người chỉ sống một lần thôi nên con hãy làm theo những gì con tim con mách bảo" và sự ủng hộ hết mình từ phía gia đình. Năm 2004, Thanh Bùi chính thức bước vào con đường nghệ thuật và bắt đầu bằng việc anh tham gia vào ban nhạc North gồm 4 thành viên. Trải qua thời niên thiếu ở ban nhạc North, với 2 album thành công nhất định, đã góp phần tạo nên 3 bài hit ở Thái Lan và Indonesia, đồng thời lọt vào top 2 ở bảng xếp hạng danh giá của các quốc gia như Malaysia, Singapore và Philippines, chính điều này đã giúp Thanh Bùi có được sự ủng hộ nhiệt tình từ các khán giả trên khắp nơi tại châu Á.
Sau khi tách khỏi ban nhạc North vào năm 2006, Thanh Bùi tiếp tục con đường âm nhạc bằng công việc sáng tác. Anh là tác giả của hơn 600 ca khúc và các sáng tác của anh được đón nhận rộng rãi không chì ở Úc mà còn ở các thị trường khác như Đức, Nhật, Hàn Quốc. Năm 2008, anh quyết định trở lại sân khấu và theo đuổi niềm đam mê của mình bằng việc hát solo. Danh hiệu Top 8 cuộc thi Thần tượng âm nhạc Úc (Australian Idol) là một bước đột phá mới trong sự nghiệp âm nhạc của anh. Anh cũng là người châu Á đầu tiên tại Úc vào đến vòng nàyAustralian Idol là khởi đầu cho một chương mới trong sự nghiệp của anh.
Tháng 4 năm 2009, Thanh Bùi góp mặt trên sân khấu Paris By Night số 96 của Trung tâm Thúy Nga. Tại đây anh trình bày nhạc phẩm do chính anh sáng tác (Gương Thần, Gương Thần) và ca khúc (ABBA), ca khúc mà anh đã nhận được sự tán dương nhiệt liệt tại cuộc thi Australian Idol. Paris By Night đã góp phần đưa Thanh Bùi đến gần hơn với khán giả Việt Nam.
Năm 2010, Thanh Bùi ra mắt single đầu tay tại Việt Nam mang tên "Lặng thầm một tình yêu" song ca cùng ca sĩ Hồ Ngọc Hà và ca khúc này đã được chọn là ca khúc nhạc nền trong phim Để Mai Tính. Ngày 24 tháng 4 năm 2010
Thanh Bùi đã tổ chức Show diễn đầu tiên tại Việt Nam mang tên Thanh Bui & Villa FB với những khách mời đặc biệt như nhà sản xuất nhạc Dương Khắc Linh, nghệ sĩ piano Vân Anh Nguyễn, ca sĩ Thảo Trang… Cuối tháng 7 năm 2010, Thanh Bùi đã tổ chức show diễn thứ 2 tại Việt Nam cùng với nghệ sĩ piano Vân Anh Nguyễn được mang tên "Love Heart 2010". Trong đêm diễn, Thanh Bùi đã đem đấu giá một mặt dây chuyền có đính 16 viên kim cương. Toàn bộ số tiền bán vé và bán đấu giá đã quyên góp vào quỹ từ thiện xây bệnh xá cho người nghèo tại Bến Tre.
Năm 2013, Thanh Bùi tham gia chương trình hát vì môi trường "Đêm nhạc 350" cùng các nghệ sĩ trong nước và quốc tế. Chiến dịch "Power Shift - Năng lượng chuyển bước" với thông điệp Năng lượng sạch cho Hành tinh xanh. Bài hát "Tình về nơi đâu" giành giải Mai vàng cho Ca khúc xuất sắc.
Đầu năm 2013, Thanh Bùi và người cộng sự lâu năm là nhạc sĩ Dương Khắc Linh đã có chuyến đi đến Đức gặp gỡ những nhà soạn nhạc nổi tiếng trên Thế giới và thu được rất nhiều thành công từ chuyến đi nay.
Năm 2014, Thanh Bùi đã tìm ra giai điệu cho ca khúc "Danger" được trình bày bởi BTS (nhóm nhạc nam Hàn Quốc). Bài hát đã trở thành "hit" vào thời điểm đó.

## Các Show đã tham gia
- Năm 2004 - 2006: Show diễn vòng quanh các nước Asean cùng The North Band.
- Năm 2009: Thúy Nga – Paris By Night 96.
- Năm 2010: "Love Heart 2010" và "Thanh Bùi & Villa FB".
- Năm 2011: Hồ Ngọc Hà liveshow – "Sunsilk – Tìm lại giấc mơ".

Đại diện Việt Nam và là nghệ sĩ Việt Nam đầu tiên đứng trên sân khấu Hennessy Artistry 2011 cùng các ca sĩ khách mời là David Cook (quán quân American Idol 2008), Alexandra Burke (quán quân X-Factor 2008).
Đại sứ cho quỹ Phòng Chống Thương Vong cùng diễn viên Kathy Uyên
- Năm 2012: Chương trình ca nhạc từ thiện "Trái Tim Yêu Thương" cho quỹ Heart Reach Australia.

Tham gia huấn luyện cho các thí sinh Vietnam Idol qua các năm 2010, 2012.
Tham gia huấn luyện thanh nhạc và phong cách biểu diễn cho các thí sinh The Voice cùng ca sĩ Hồ Ngọc Hà.
Tham gia huấn luyện thanh nhạc cho các thí sinh Miss Teen 2012 và giữ vai trò là giám đốc âm nhạc của chương trình này.
- Năm 2013: Tham gia huấn huyện các thí sinh nhỏ tuổi yêu thích ca hát trong chương trình The Voice Kids 2013

## Sáng tác
- Năm 2008:

1. Giải vàng thu âm 2 ca khúc "Killer Queen" và "Party in the city" do ca sĩ Jimi Blue trình bày.
2. Ban nhạc Đức, Room 2012 thu âm ca khúc "Take a minute".
3. Bảng thu âm No.1 tại Hàn Quốc với ca khúc "Picture of you" do nhóm nhạc TVXQ (Dong Bang shin Ki) trình bày.
4. Nhóm nhạc ngôi sao tại Nhật Bản – Arashi thu âm ca khúc "I Won't Hold Back".

- Năm 2009:

1. Show "The Real World" của kênh MTV đã sử dụng ca khúc "Licence to thrill"
2. Marijia Serifovic đã thu âm ca khúc "Party Tonight"
3. Show "Dance Academy" của Úc đã sử dụng bài hát "You got me dancing"
4. Nghệ sĩ châu Âu Cherine Nourine thu âm ca khúc "Gravity", "Forbidden", "I’m a Human", "So Alive".

- Năm 2010:

1. Bài hát "Breath You In" do ban nhạc đình đám Monrose trình bày lọt vào top 10 những bản ghi âm tại Đức.
2. Ca khúc "Forbidden Love" ("Lặng thầm một tình yêu") được dịch lại lời Việt cho nhạc phim Để mai tính tại Việt Nam.
3. Ngôi sao ca nhạc người Tây Ban Nha, Edurne sử dụng bài hát Culpable.
4. Bảng thu âm No.1 tại Nhật với single "Hello" của nhóm nhạc Kat-tun và B-side.
5. Nghệ sĩ Paulini sử dụng bài hát "Scarless" làm nhạc nền cho chương trình "The Ribbon Day".
6. Ngôi sao Hồng Kông, William Chan chọn hát ca khúc "Love Evolution"
7. Show diễn trên kênh truyền hình HBO "Bad Girls Club" đã sử dụng ca khúc "Kiss and Tell"

- Năm 2011:

1. Đồng sản xuất cùng nhạc sĩ Dương Khắc Linh, cho 8 bài hát trong album Invincible của ca sĩ Hồ Ngọc Hà đoạt giải "Album của năm" do chương trình Làn Sóng Xanh 2012 bình chọn [19].
2. Đồng sản xuất cho 2 ca khúc trong album Vòng tròn của ca sĩ Hồng Nhung: "Giấc mơ ngày bé" và "Papa".
3. Ca khúc "What It’s All About" được chọn là nhạc nền cho bộ phim Hollywood "Everyday".

- Năm 2012:

1. Đồng sản xuất cùng nhạc sĩ Dương Khắc Linh và Hoàng Huy Long bài hát "Tan đi" do Anna Trương trình bày

- Năm 2013:

1. Đồng sản xuất cùng nhạc sĩ Hoàng Huy Long bài hát "Vút bay" - Young Generation, Thanh Bùi thể hiện bài hát này của nhiều nghệ sĩ trong showbiz Việt như Noo Phước Thịnh, Tâm Tít, Đông Nhi, Ông Cao Thắng... và được thu âm tại phòng thu Soul Entertainment[20]

## Danh sách đĩa nhạc

### Album phòng thu
- Tìm về dấu yêu (2011)

### Nhạc phim
- Năm 2010: ca khúc Lặng thầm một tình yêu – nhạc phim ‘Để mai tính’.

### CD
- 2004

North (với North Band)
- 2006

Straight up (với North Band)
- 2010

Lặng thầm một tình yêu (song ca và diễn xuất cùng Hồ Ngọc Hà)
- 2011

Đường về xa xôi
Tìm về dấu yêu
- 2012

Where Do We Go - Tình về nơi đâu (Vietnamese version và English version), song ca cùng Tata Young
Sống trọn cho nhau (diễn xuất cùng Kathy Uyên)
Đừng quay bước đi (song ca và diễn xuất cùng Hồng Nhung)

## Những cộng sự
Thanh Bùi là tác giả của nhiều ca khúc, anh đã làm việc với những người đã tạo nên những bài hit đỉnh trên thế giới như: Charlie Midnight (James Brown’s, Christina Aguilera, Chaka Khan), Michael Jay (Eminem, Kylie Minogue, Céline Dion). Bên cạnh đó còn có tay guitar của Saturday Night Live: Jared Scharff, Andre Lindal, Lee Groves (Bertie Blackman), Pete Martin (Sugababes)...
| “           | Trong ý niệm của tôi, tôi nhận ra rằng không ai có thể thật sự kể lại được câu chuyện của một đứa trẻ nhập cư. Tôi bắt đầu với những năm tháng của sự trớ trêu, cảm nhận sự cô độc, nhìn thấy những nỗi lo trong ánh mắt Ba và Mẹ, và nhìn nhận được những mâu thuẫn của cuộc đời | ” |
| — Thanh Bùi | |   |

| “           | Sau tất cả những chuyện đã xảy ra, tôi xem đó như là những bài học mà bất kỳ một người trưởng thành nào cũng phải trải qua, không phân biệt tôn giáo nào cả. Trở thành một người Việt Nam trên mảnh đất Australia thật sự mang cho tôi nhiều lợi thế hơn | ” |
| — Thanh Bùi | |   |

## Đời tư
Thanh Bùi đã kết hôn với Trương Huệ Vân (sinh năm 1988), cháu gái doanh gia Trương Mỹ Lan vào năm 2013. Trương Huệ Vân là người Việt gốc Hoa, con ông Trương Chí Trung (người Hoa, một cổ đông lớn trong Công ty cổ phần Tập đoàn Vạn Thịnh Phát) và bà Lâm Thị Hòa (người Kinh).